# Meganephria bimaculosa
Meganephria bimaculosa är en fjärilsart som beskrevs av Carl von Linné 1766. Meganephria bimaculosa ingår i släktet Meganephria och familjen nattflyn. Inga underarter finns listade i Catalogue of Life.

## Bildgalleri

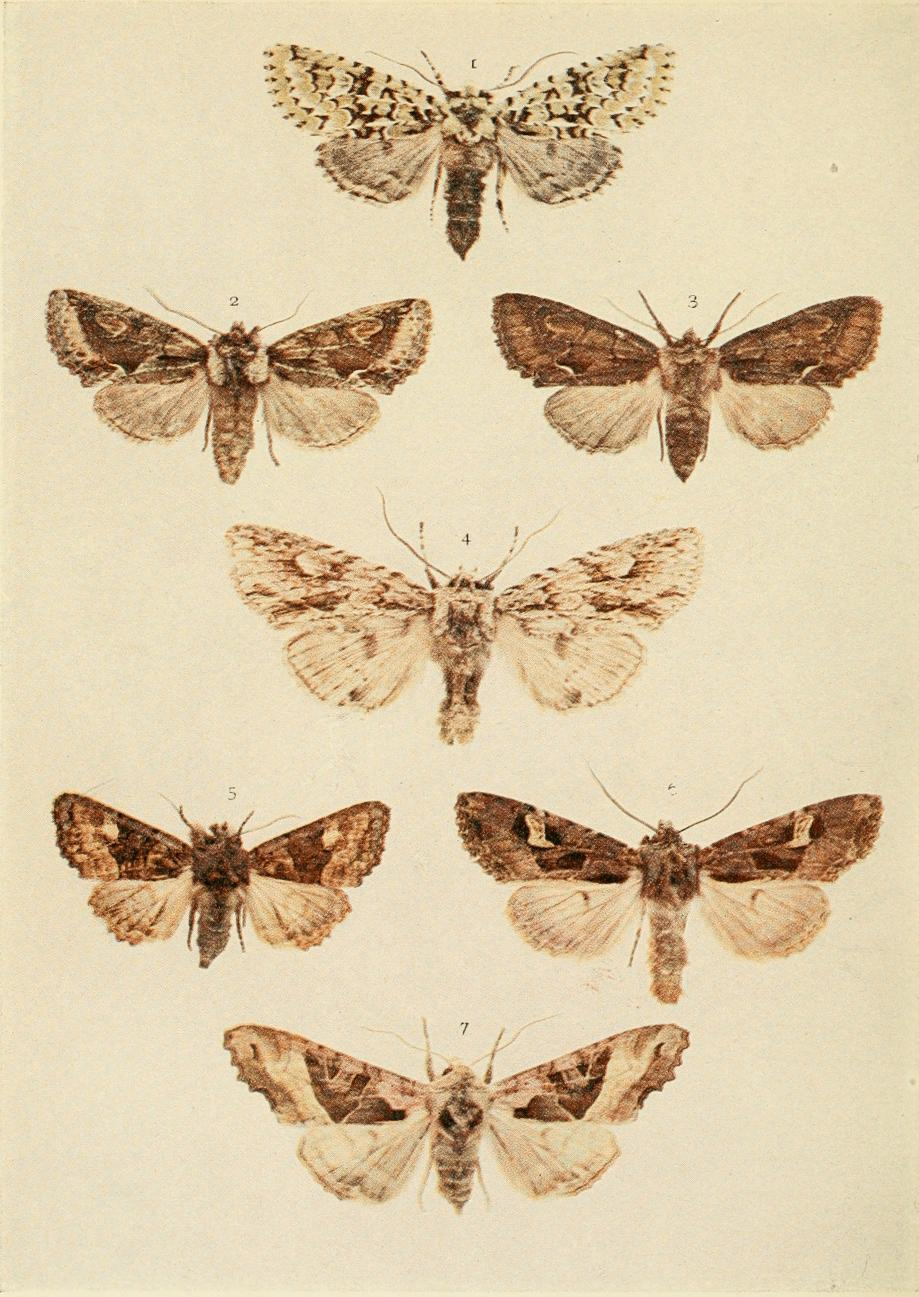